# Catasetum schmidtianum
Catasetum schmidtianum är en orkidéart som beskrevs av Francisco E.L.de Miranda och Kleber Garcia de Lacerda. Catasetum schmidtianum ingår i släktet Catasetum och familjen orkidéer. Inga underarter finns listade i Catalogue of Life.